# Tempora

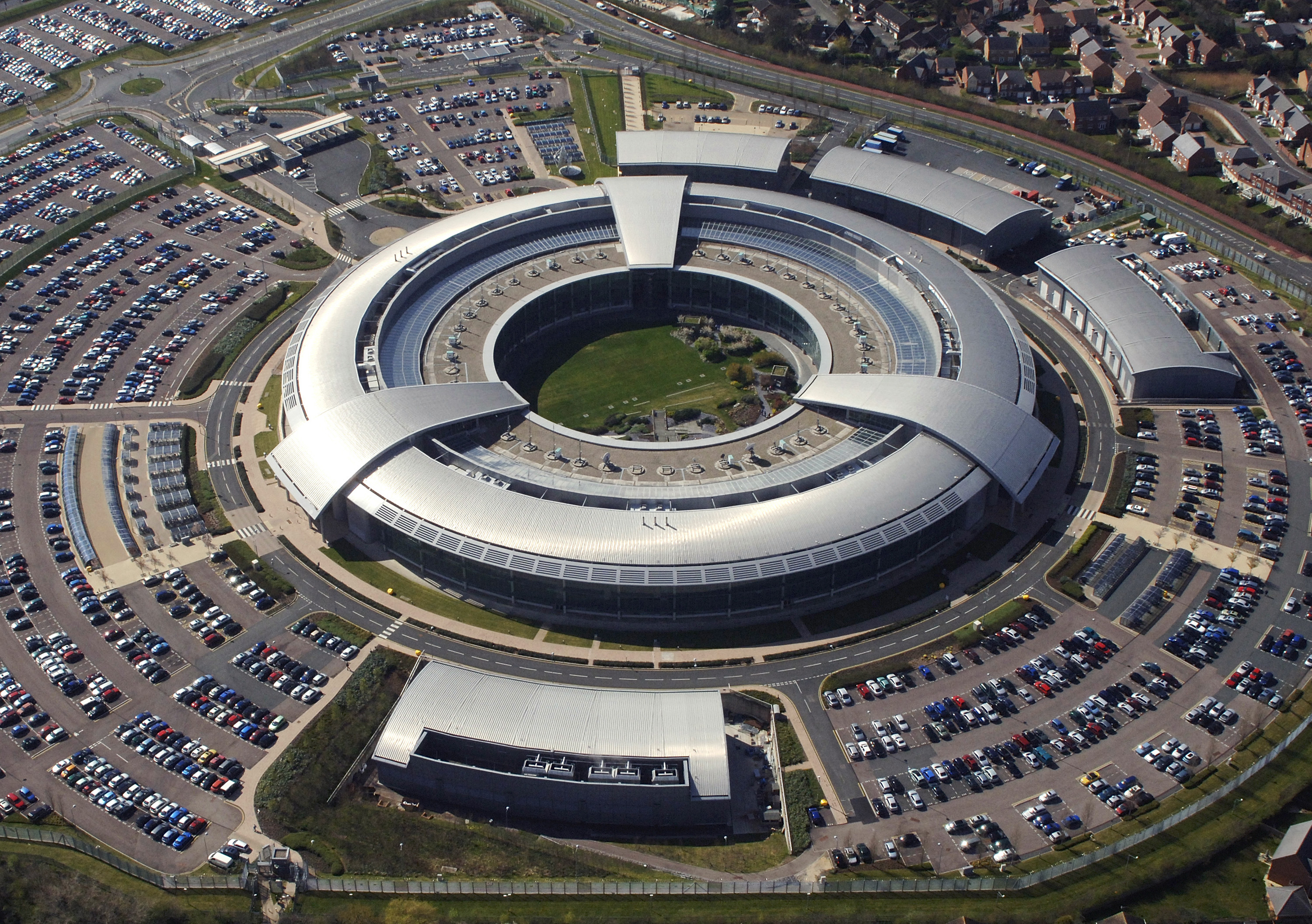
Vládní operační centrum (GCHQ) provozující projekt Tempora v Cheltenhamu, Gloucestershire

Tempora (množné číslo latinského slova tempus = čas) je tajný program agentury Government Communications Headquarters (zkr. GCHQ, zpravodajská agentura britské vlády a vojska).
Projekt byl spuštěn na začátku roku 2012 a údajně neustále sleduje a (maximálně po dobu 30 dní) i fyzicky ukládá telefonní hovory, internetové informace a metadata libovolných osob na světě, tj. přímo jejich telefonní hovory, obsahy jejich e-mailových zpráv, jejich příspěvky na Facebooku, seznam jimi navštívených stránek atd. GCHQ získaná data a nahrávky kromě jejich zpracování vlastními analytiky poskytuje i na analýzy americké agentuře NSA.
Informaci o programu zveřejnil v deníku The Guardian Edward Snowden, tedy tatáž osoba, která dva týdny předtím zveřejnila také informace o podobném programu USA PRISM. Podle Snowdenova vyjádření je však program Tempora mnohem horší (důkladnější) než americký program PRISM.